# Morschen
Morschen è un comune tedesco di 3 180 abitanti situato nel land dell'Assia.
È attraversato dalla Fulda.

## Monumenti e luoghi d'interesse
L'intero comune di Morschen offre un'ampia gamma di attrazioni storiche e culturali. In particolare si segnalano il monastero di Haydau, la storica via del mercato di Neumorschen, il maniero tardo barocco "Altes Forstamt" e il cimitero ebraico di Binsförth. Il museo dei vigili del fuoco di Altmorschen e il museo di storia locale di Wichte forniscono informazioni sulla storia regionale. Sono inoltre presenti mostre sulla storia locale negli archivi locali e nel monastero di Haydau.